# Contea di Saline (Kansas)
La contea di Saline (in inglese Saline County) è una contea dello Stato del Kansas, negli Stati Uniti. La popolazione al censimento del 2010 era di 55 606 abitanti. Il capoluogo di contea è Salina.

## Geografia fisica
L'U.S. Census Bureau certifica che l'estensione della contea è di 1867 km², di cui 1864 km² composti da terra e 3 km² composti di acqua.

### Contee confinanti
- Contea di Ottawa - nord
- Contea di Dickinson - est
- Contea di Marion - sud-est
- Contea di McPherson - sud
- Contea di Ellsworth - ovest
- Contea di Lincoln - nordovest

## Geografia antropica

### Città
- Assaria
- Brookville
- Gypsum
- New Cambria
- Salina
- Smolan
- Solomon (parte di Solomon si trova nella Contea di Dickinson)

### Area non incorporata
- Bavaria
- Bridgeport
- Glendale
- Hedville
- Mentor
- Salemsborg
- Shipton

### Township
La contea di Saline è divisa in diciotto township. La città di Salina è considerata governmentally independent ed è esclusa dai dati del censimento delle Township.
Le Township della contee sono:
- Cambria
- Dayton
- Elm Creek
- Eureka
- Falun
- Glendale
- Greeley
- Gypsum
- Liberty
- Ohio
- Pleasant Valley
- Smoky Hill
- Smoky View
- Smolan
- Solomon
- Spring Creek
- Walnut
- Washington